# イチゴみるく
『イチゴみるく』は、大洋書房から発行されていた漫画雑誌。1986年10月創刊。毎月8日発売。判型はA5判・平綴じ（無線綴じ）。『COMICポプリクラブ』の前身にあたる雑誌であるが、マックス発行の後継誌と直接の関連性はない。

## 概要
大洋図書の関連会社である大洋書房が発行、編集はシーガルが担当した。この体制はリニューアル創刊後の『コミックポプリクラブ』にも引き継がれている。キャッチコピーは「月刊にゅーうぇーぶCOMIC」。白夜書房の『漫画ホットミルク』、松文館の『ハーフリータ』から約8か月遅れて創刊されたが、同時期の他誌と同様、巻末に「みるくSTATION」と名付けられた読者投稿欄や同人誌紹介コーナー、ペンフレンド募集コーナーが掲載されていた。
成人向け漫画も連載されているが、成人指定されていないため、文通相手を見つける「レッツ フレンド」コーナーでは、女性優先の理由も相まって女子高生の文通希望者が多く掲載されていた。
1988年10月発売のVOL.25（1988年11月号・笠松太郎特集）を以って休刊。翌1988年12月号（1988年11月発売）から『コミックポプリクラブ』へ改題し、判型をB5判・中綴じに変更、価格も大幅に下げてリニューアル創刊した。

## 表紙
表紙イラストは、VOL.22（1988年8月号）とVOL.23（1988年9月号）のみ太牙射悪、それ以外は全て悶悶が担当した。悶悶のイラストはアニメ調の物が多い。

## 増刊
女流漫画家のみによる世界初を謳ったレディス美少女コミックアンソロジー『いちごレディス』が、VOL.1（1987年8月号増刊）、VoL.2（同11月号増刊）として発売された。

## 主な掲載作家
小本田絵舞や『Rape+2πr』を連載した天王寺動物園のように、本誌でプロデビューした作家も何名か存在する。
- 阿乱霊
- IBUKI NOBUTAKA
- 海野やよい
- 沖由佳雄
- KAZA
- 風間美由紀
- 笠松太郎
- Captain Scarlet
- 小本田絵舞（1987年5月号でプロデビュー）
- 佐原一光
- 島崎れむ
- 清水ますみ
- 杉菜みく
- 太牙射悪
- 橘薫

- 天王寺動物園（1987年11月号でプロデビュー）
- 時坂夢戯
- 戸守香
- DONKY
- ナギサアキラ
- 南野琴
- 早瀬たくみ
- 蛮蚕句
- ひびき純
- ひんでんブルグ
- みさき知乃
- 水無瀬由麻
- みなみゆうこ
- 森林りんご
- 悶悶